# 호노리우스

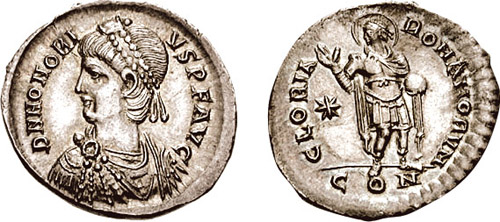
호노리우스가 새겨진 로마의 화폐

호노리우스(384년 9월 9일 ~ 423년 8월 15일, 재위 395년~ 423년)는 서로마 제국의 황제다. 테오도시우스 1세의 둘째 아들이었고, 동로마 제국의 황제인 아르카디우스의 동생이다.
395년에 테오도시우스 1세가 죽자 로마 제국은 동서로 나뉘었고, 호노리우스는 이전 테오도시우스 황제의 황제 호위대장이자 반달족 출신의 장군인 스틸리코의 보좌를 받았다. 치세 초기에 서고트족의 알라리크 1세의 침략을 받아 발칸 반도가 점령되었으나 스틸리코가 살로나에서 이를 격퇴하였다. 396년 알라리크가 다시 발칸을 침략해 아테네, 코린트, 엘레우시스 등을 불태웠고 397년 그리스 서해안 지대까지 진출했으나 스틸리코가 이를 다시 격퇴하고 산악 지대로 쫓아냈다. 뒤이어 북아프리카에서 코메스 길도가 반란을 일으켰다가 스틸리코가 보낸 군사들에게 진압되었다.
하지만 이 시기 잦은 야만족들의 침략으로 갈리아는 거의 포기된 상태였고 농민들이 점차 대농장의 농노가 되고 생산자들이 줄어들었으며 군대도 4세기 초기 내전 당시의 1/20도 안되는 규모로 줄어들어있었다.
401년 라이티아로 야만족이 쳐들어왔다가 스틸리코에게 격퇴되었고 뒤이어 동로마 제국에 의해 일라리쿰 사령관으로 임명된 알라리크가 아퀼레이아를 공격했다. 하지만 스틸리코가 402년 2월 폴렌초의 폴렌티아 평원에서 이를 격파하고 다시 발칸 반도로로 쫓아냈다. 하지만 이 시기에 결국 야만족의 침입이 계속되자 제국의 수도를 라벤나로 옮겼다.
406년 동고트족의 라다가이수스가 이끄는 40만 대군이 북이탈리아를 침공했으나 스틸리코가 피렌체와 피에솔레의 피에솔레 전투에서 이를 격퇴하고 대승을 거두었다. 뒤이어 407년 브리타니아에서 콘스탄티누스 3세를 자칭한 황제가 나타났다가 갈리아에서 살해되었다.
408년 호노리우스는 스틸리코가 알라리크와 내통하고 있다는 올림피우스의 모략으로 스틸리코를 처형해버렸고 그의 죽음으로 로마군의 정예병 태반이 알라리크에게로 망명해버려 결국 410년 알라리크가 로마를 함락시키고 약탈하기에 이르렀다.
이후 로마 재건에 주력하며 야만족들이 갈리아, 히스파니아에서 권력 다툼에 빠진 사이 콘스탄티우스 3세를 등용해 공동 황제로 임명하고 일시적인 평화기를 이루었다.
| 전임 테오도시우스 1세(379 - 395) | 서로마 제국 황제 (공동 콘스탄티우스 3세(421)) (공동 콘스탄스 2세(409 ~ 411)) (공동 콘스탄티누스 3세(409 ~ 411)) 395년 - 423년 | 후임 요한네스 (423 - 425) |

## 같이 보기
- 아우렐리우스 빅토르